# Lamine Camara
Mamadou Lamine Camara (sinh ngày 1 tháng 1 năm 2004) là một cầu thủ bóng đá chuyên nghiệp người Sénégal hiện đang thi đấu ở vị trí tiền vệ cho câu lạc bộ Monaco tại Ligue 1 và Đội tuyển bóng đá quốc gia Sénégal.

## Sự nghiệp thi đấu

### Đầu sự nghiệp
Sinh ra ở Diouloulou, Camara chơi cho Galaxy FA ở Dakar, tiếp theo là Casa Sports, trước khi gia nhập Génération Foot vào tháng 11 năm 2019.

### Metz
Tháng 2 năm 2023, Camara ký hợp đồng 3.5 năm với câu lạc bộ đang thi đấu tại Ligue 2 lúc bấy giờ, Metz. Vào ngày 15 tháng 4, anh có trận ra mắt cho đội bóng, khi vào sân từ băng ghế dự bị ở phút 89, trong chiến thắng 3–0 trước Bordeaux tại Ligue 2. Vào ngày 22 tháng 10, anh ghi bàn thắng đầu tiên cho Metz trong trận thua 1-2 trước Monaco tại Ligue 1. Bàn thắng được ghi từ phần sân nhà, cách khung thành 58 mét (190 ft).

## Sự nghiệp thi đấu quốc tế

### Trẻ
Camara được triệu tập lên đội tuyển U-20 Sénégal để chuẩn bị cho Cúp bóng đá U-20 châu Phi 2023.

### Chuyên nghiệp
Camara đại diện cho Sénégal tại Giải vô địch các quốc gia châu Phi 2022, nơi anh ta được coi là cầu thủ trẻ xuất sắc nhất của vòng bảng.

## Phong cách thi đấu
Phong cách chơi bóng của Camara được so sánh với N'Golo Kanté và Sergio Busquets. Anh là một cầu thủ ở vị trí box-to-box đa năng với sự hiện diện mạnh mẽ ở hàng tiền vệ, xuất sắc trong việc thu hồi bóng, đồng thời thể hiện khả năng chuyền bóng chính xác và khả năng tấn công tinh tế. Khả năng sút phạt của anh được ví như James Ward-Prowse.

## Thống kê sự nghiệp

### Cầu thủ bóng đá
Tính đến 5 tháng 11 năm 2023
| Câu lạc bộ          | Mùa giải            | Giải đấu                        | Giải đấu | Giải đấu | Cúp  | Cúp | Khác | Khác | Tổng cộng | Tổng cộng |
| Câu lạc bộ          | Mùa giải            | Hạng                            | Trận     | Bàn      | Trận | Bàn | Trận | Bàn  | Trận      | Bàn       |
| ------------------- | ------------------- | ------------------------------- | -------- | -------- | ---- | --- | ---- | ---- | --------- | --------- |
| Génération Foot     | 2021–22             | Giải bóng đá Ngoại hạng Sénégal | 23       | 2        | 0    | 0   | 0    | 0    | 23        | 2         |
| Metz                | 2022–23             | Ligue 2                         | 4        | 0        | 0    | 0   | —    | —    | 4         | 0         |
| Metz                | 2023–24             | Ligue 1                         | 11       | 1        | 0    | 0   | —    | —    | 11        | 1         |
| Metz                | Tổng cộng           | Tổng cộng                       | 15       | 1        | 0    | 0   | —    | —    | 15        | 1         |
| Tổng cộng sự nghiệp | Tổng cộng sự nghiệp | Tổng cộng sự nghiệp             | 38       | 3        | 0    | 0   | —    | —    | 38        | 3         |

### Quốc tế
Tính đến 8 tháng 1 năm 2024
| Đội tuyển quốc gia | Năm       | Số trận | Bàn thắng |
| ------------------ | --------- | ------- | --------- |
| Sénégal            | 2022      | 7       | 2         |
| Sénégal            | 2023      | 9       | 3         |
| Sénégal            | 2024      | 1       | 0         |
| Tổng cộng          | Tổng cộng | 17      | 5         |

## Bàn thắng quốc tế
Tỷ số và kết quả liệt kê bàn thắng đầu tiên của Sénégal, cột điểm cho biết điểm số sau mỗi bàn thắng của Camara.
| # | Thời gian            | Địa điểm                                                    | Đối thủ    | Ghi bàn | Kết quả | Giải đấu                                |
| - | -------------------- | ----------------------------------------------------------- | ---------- | ------- | ------- | --------------------------------------- |
| 1 | 13 tháng 7 năm 2022  | Sân vận động Princess Magogo, KwaMashu, Nam Phi             | Eswatini   | 1–0     | 1–1     | Cúp COSAFA 2022                         |
| 2 | 15 tháng 7 năm 2022  | Sân vận động Moses Mabhida, Durban, Nam Phi                 | Zambia     | 1–1     | 3–4     | Cúp COSAFA 2022                         |
| 3 | 27 tháng 1 năm 2023  | Sân vận động 19 tháng 5 năm 1956, Annaba, Algérie           | Mauritanie | 1–0     | 1–0     | Giải vô địch các quốc gia châu Phi 2022 |
| 4 | 18 tháng 11 năm 2023 | Sân vận động Olympic Diamniadio, Diamniadio, Sénégal        | Nam Sudan  | 3–0     | 4–0     | Vòng loại FIFA World Cup 2026           |
| 5 | 15 tháng 1 năm 2024  | Sân vận động Charles Konan Banny, Yamoussoukro, Bờ Biển Ngà | Gambia     | 2–0     | 3–0     | Cúp bóng đá châu Phi 2023               |
| 6 | 15 tháng 1 năm 2024  | Sân vận động Charles Konan Banny, Yamoussoukro, Bờ Biển Ngà | Gambia     | 3–0     | 3–0     | Cúp bóng đá châu Phi 2023               |

## Danh hiệu
U-20 Sénégal
- Cúp bóng đá U-20 châu Phi: 2023[12]
- U-20 West B Zone Tournament: 2022[13]

Sénégal
- Giải vô địch các quốc gia châu Phi: 2022[14]
- Cúp COSAFA: Hạng ba: 2022

Cá nhân
- Cầu thủ xuất sắc nhất của giải Cúp bóng đá U-20 châu Phi: 2023[15]
- Cầu thủ trẻ xuất sắc nhất vòng bảng Giải vô địch các quốc gia châu Phi: 2022[16]
- Đội hình xuất sắc nhất Giải vô địch các quốc gia châu Phi: 2022[17]